# Tuổi thanh xuân
Tuổi thanh xuân (tiếng Hàn Quốc: 오늘도 청춘, tiếng Anh: Forever Young) là một bộ phim truyền hình được thực hiện bởi Trung tâm Phim truyền hình Việt Nam, Đài Truyền hình Việt Nam hợp tác với CJ E&M Pictures Hàn Quốc do Nguyễn Khải Anh, Bùi Tiến Huy, Myung Hyun Woo và Lee Jeong Wook làm đạo diễn. Phần 1 của phim phát sóng vào lúc 21h20 thứ 4, 5 hàng tuần bắt đầu từ ngày 17 tháng 12 năm 2014 và kết thúc vào ngày 23 tháng 4 năm 2015, phần 2 của phim phát sóng vào lúc 21h10 thứ 4, 5 hàng tuần bắt đầu từ ngày 3 tháng 11 năm 2016 và kết thúc vào ngày 22 tháng 3 năm 2017 trên kênh VTV3.

## Nội dung

### Phần 1
Thùy Linh (Nhã Phương) – một cô gái xinh đẹp, hồn nhiên, quen được bố mẹ nuông chiều đã hiện thực hóa được giấc mơ đến Hàn Quốc để học tập và thỏa mãn niềm đam mê văn hóa ở xứ kim chi này. Linh bước vào cuộc sống tự lập ở nơi đất khách quê người bắt đầu bằng việc giành được học bổng tại một trường đại học ở Seoul. Tình cờ ở chung nhà trọ với Khánh (Hồng Đăng), Mai (Kim Tuyến) và Junsu (Kang Tae-oh) – con trai bà chủ nhà bảnh bao nhưng khá ngỗ nghịch, Linh đã gặp nhiều khó khăn khi Junsu chính là khắc tinh luôn mang lại rắc rối cho cô. Tưởng rằng bấy nhiêu con người với cá tính và sở thích khác nhau khi sống chung dưới một mái nhà sẽ không thể dung hòa, nhưng cả bốn người họ cùng những người bạn khác đã vượt qua mọi bất đồng và có một khoảng thời gian đáng nhớ với đầy ắp những kỷ niệm vui buồn, để khi nhìn lại tất cả đều không hối tiếc vì đã sống hết mình với tuổi thanh xuân.
Ở Hàn Quốc, Linh và Junsu dần nảy sinh tình cảm với nhau và sau đó, họ yêu nhau. Trong khi đó, Junsu không hề nhận ra tình cảm của Miso (Shin Hye-sun), Linh cũng không biết rằng Khánh đang thích mình. Một biến cố xảy đến khiến gia đình nhà Linh phá sản, nhà cửa mất trắng, mẹ bị hôn mê vì xuất huyết não nên Linh phải về Việt Nam gấp mà không hẹn ngày gặp lại. Junsu rất sốc nhưng không thể làm gì được vì anh đã quyết định theo đuổi sự nghiệp của mình.
5 năm sau, Junsu – khi này đã trở thành ngôi sao thần tượng số một Hàn Quốc – sang Việt Nam đóng một bộ phim lấy bối cảnh ở Việt Nam do Khánh làm đạo diễn, thực chất là để tìm Linh. Tuy nhiên, khi gặp lại, Junsu rất đau buồn khi thấy Linh tỏ ra lạnh lùng, xa cách với mình. Trong khi đó, Linh dần chấp nhận sự theo đuổi của Khánh và trong ngày sinh nhật thứ 25 của mình, cô đã nhận lời cầu hôn của Khánh.
Sau nhiều chuyện xảy ra, hiểu lầm giữa Linh và Junsu được làm sáng tỏ và cả hai quyết định làm lành với nhau mặc cho sự cấm cửa của gia đình nhà Linh. Khánh cũng dần nhận ra điều đó. Tại buổi họp báo phim, Khánh đã bất ngờ bật mí rằng Linh là bạn gái của Junsu trước các phóng viên. Anh cũng nhắc lại những kỷ niệm đẹp về thời thanh xuân cùng với những người bạn ở Việt Nam và Hàn Quốc. Bộ phim khép lại tạm thời sau tập cuối của phần 1.

### Phần 2
Không lâu sau khi buổi họp báo khép lại, Khánh đã quyết định xin rút khỏi bộ ba rắc rối này. Linh đưa Junsu về ra mắt với bố mẹ Linh. Ban đầu, họ rất tức giận và phản đối kịch liệt; tuy nhiên sau đó, họ dần có thiện cảm với Junsu. Biến cố một lần nữa xảy ra khi Junsu bị tai nạn giao thông và mất trí nhớ. Anh buộc phải sang Mỹ để phẫu thuật và tại đó, anh gặp Cynthia (Jung Hae-na). Hai người bắt đầu hẹn hò với nhau trong sự đau khổ và bất lực của Linh. Cô buộc phải chấm dứt với Junsu vì muốn anh sống tốt ở hiện tại.
Linh lao đầu vào công việc và cô được chuyển công tác đến Đà Nẵng. Ở đó, cô tình cờ gặp lại Junsu sau 4 năm và Cynthia – vị hôn thê trước đó của Junsu. Anh trở thành kiến trúc sư cho công ty resort ở Đà Nẵng. Sự thiếu minh bạch của anh trong tình cảm khiến Linh rất đau khổ. Bên cạnh chuyện tình cảm, Linh còn gặp rắc rối trong mối quan hệ với giám đốc Phong (Mạnh Trường). Phong dần có tình cảm với Linh còn Cynthia thì biết được chuyện tình giữa Linh và Junsu qua lời kể của Khánh, bắt đầu "cảnh giác" với Linh và lâu dần trở nên thù hận. Mối quan hệ tình cảm tay ba trở nên phức tạp hơn.
Junsu một lần nữa nảy sinh tình cảm với Linh dù chưa hồi phục ký ức. Anh bày tỏ tình cảm của mình với Linh nhưng cô vẫn chần chừ vì không muốn cản trở mối quan hệ giữa Junsu và Cynthia. Phong và Cynthia biết chuyện nên đã nhiều lần hãm hại cả hai người nhưng không thành. Junsu sau đó đã từ từ hồi phục lại ký ức và biết rằng Linh chính là mối tình đầu của mình. Họ đã quyết định công khai chuyện tình cảm của nhau.
Sau những vướng mắc không thỏa đáng khi làm việc và yêu đương, Linh và Junsu đã đến được với nhau. Junsu vĩnh biệt Cynthia và đưa cô về Mỹ, còn Linh thì từ chối tình cảm mà Phong dành cho cô. Sau đó, họ đã có đám cưới tại một công viên ở Seoul, Hàn Quốc.

## Diễn viên

### Diễn viên chính
- Nhã Phương trong vai Thùy Linh (Phan Minh Huyền lồng tiếng giọng Bắc)[7][8]
- Kang Tae-oh trong vai Lee Junsu (DJ Minh Trí lồng tiếng Việt phần 1, Lưu Hoàng lồng tiếng Việt phần 2)[7]

### Diễn viên phụ
- Lê Hồng Đăng trong vai Nguyễn Minh Khánh[7]
- Kim Tuyến trong vai Mai[7]
- Shin Jae-ha trong vai Jiyong[7]
- Shin Hye-sun trong vai Miso[7]
- Lee Kyu-bok trong vai Sungjae[7]
- Roh Haeng-ha trong vai Junhee (Nguyễn Hương Giang lồng tiếng) [7]
- Jung Hae-na trong vai Cynthia (Bảo Thanh lồng tiếng Việt)
- Nguyễn Mạnh Trường trong vai Phong (Thanh Sơn lồng tiếng)
- Son Jong-hak trong vai Bố của Junsu
- Lee Ah-hyun trong vai Mẹ của Junsu
- Nguyễn Trọng Trinh trong vai Bố của Linh[7]
- Minh Hòa trong vai Mẹ của Linh[7]
- Hoàng Dũng trong vai Bố của Mai
- Lan Hương trong vai Mẹ của Mai
- Thanh Dương trong vai Chú của Khánh
- Ngọc Dung trong vai Dì của Khánh
- Minh Tít trong vai Quang: nhân viên cửa hàng bánh tại Việt Nam, là em họ của Linh[7]
- Nguyễn Lê Việt Anh trong vai Hưng: chủ một cửa hàng sửa xe máy tại Hàn Quốc, cuộc sống của anh khá trầm lặng cho đến khi gặp Mai[7]
- Chae Song-hwa trong vai Tiffany
- Kim Min-jae trong vai Kay
- Nguyễn Tiến Đạt trong vai Bố của Phong
- Minh Châu trong vai Mẹ của Phong
- Sơn Tùng trong vai Dương
- Lý Chí Huy trong vai Sơn
- Hoàng Hải trong vai Giám đốc An

## Nhạc phim
| Danh sách nhạc phim theo thứ tự xuất hiện | Danh sách nhạc phim theo thứ tự xuất hiện | Danh sách nhạc phim theo thứ tự xuất hiện | Danh sách nhạc phim theo thứ tự xuất hiện | Danh sách nhạc phim theo thứ tự xuất hiện |
| STT                                       | Nhan đề                                   | Sáng tác                                  | Nghệ sĩ                                   | Thời lượng                                |
| ----------------------------------------- | ----------------------------------------- | ----------------------------------------- | ----------------------------------------- | ----------------------------------------- |
| 1.                                        | "Tuổi thanh xuân"                         | Lưu Hương Giang                           | Lưu Hương Giang                           | 4:10                                      |
| 2.                                        | "Cứ thế"                                  | Phạm Toàn Thắng                           | Hà Anh Tuấn                               | 4:38                                      |
| 3.                                        | "Đến bên em"                              | Xuân Phương                               | Hồ Quỳnh Hương                            | 2:13                                      |
| 4.                                        | "From my heart"                           | Kang Tae-oh                               | Kang Tae-oh                               | 3:30                                      |
| 5.                                        | "Tạm biệt anh"                            | Trang Pháp                                | Trang Pháp                                | 4:18                                      |

## Đón nhận
Tại thời điểm phát sóng phần 1 của bộ phim, dù nhanh chóng thu hút đông đảo sự quan tâm của khán giả xem truyền hình, đặc biệt là lớp khán giả trẻ; thế nhưng, vấn đề giữa giao tiếp với nhân vật có ngôn ngữ khác nhau và những đoạn quảng cáo "quá lộ liễu" tại một số cảnh trong phim đã gây ra nhiều tranh cãi. Đặc biệt, cái kết mở của phần 1 cũng bị cho là "mập mờ" và "phi lý" vì chưa giải quyết hết các tình tiết đã được đặt ra trước đó.
Được coi là nối từ cái kết mở của phần trước, phần 2 của bộ phim bị đánh giá là "rời rạc", "thiếu logic" và không liên kết với phần 1. Thêm vào đó, câu chuyện phim cũng được cho là "thiếu hấp dẫn" so với phần trước vì các tình tiết thiếu cao trào, những  mối quan hệ và sự xung đột, giải quyết tình tiết giữa các nhân vật còn gượng ép và chưa thỏa đáng. Đặc biệt, phân cảnh nhân vật Phong vui chơi trong một quán bar trên du thuyền với các cô gái ăn mặc gợi cảm bên cạnh cũng đã gây ra nhiều chỉ trích vì dung tục và phản cảm.

## Giải thưởng
| Năm  | Giải thưởng         | Hạng mục                    | (Người) đề cử | Kết quả        | Tham khảo |
| ---- | ------------------- | --------------------------- | ------------- | -------------- | --------- |
| 2015 | Ấn tượng VTV        | Nam diễn viên Ấn Tượng      | Kang Tae-oh   | Đoạt giải      | [ 16 ]    |
| 2015 | Ấn tượng VTV        | Nam diễn viên Ấn tượng      | Hồng Đăng     | Đề cử          | [ 17 ]    |
| 2015 | Ấn tượng VTV        | Phim truyền hình Ấn tượng   | —             | Đoạt giải      | [ 18 ]    |
| 2015 | Ấn tượng VTV        | Nữ diễn viên Ấn tượng       | Nhã Phương    | Đoạt giải      | [ 19 ]    |
| 2015 | Giải Mai Vàng       | Nữ diễn viên truyền hình    | Nhã Phương    | Đoạt giải      | [ 20 ]    |
| 2016 | Giải Cánh diều 2015 | Phim truyện truyền hình     | —             | Cánh diều vàng | [ 21 ]    |
| 2016 | Giải Cánh diều 2015 | Nữ diễn viên phụ xuất sắc   | Kim Tuyến     | Đoạt giải      | [ 21 ]    |
| 2016 | Giải Cánh diều 2015 | Nữ diễn viên chính xuất sắc | Nhã Phương    | Đoạt giải      | [ 21 ]    |
| 2017 | Ấn tượng VTV        | Diễn viên nữ Ấn tượng       | Nhã Phương    | Đề cử          | [ 22 ]    |
| 2017 | Ấn tượng VTV        | Phim truyền hình Ấn tượng   | —             | Đề cử          | [ 23 ]    |
| 2017 | Ấn tượng VTV        | Diễn viên nam Ấn tượng      | Kang Tae-oh   | Đề cử          | [ 24 ]    |
| 2017 | WeChoice Awards     | Phim truyền hình của năm    | —             | Đề cử          | [ 25 ]    |

## Thay đổi lịch phát sóng
Trong thời gian phát sóng phần 1 của phim, do trùng với thời điểm hoà sóng VTV và lịch phát sóng các chương trình Tết Nguyên Đán xuân Ất Mùi 2015, hai tập phát sóng ngày 18 và 19 tháng 2 năm 2015 đã phải lùi đến tuần sau. Sự kiện tương tự cũng xảy ra với phần 2 của bộ phim trong hai ngày phát sóng lần lượt từ ngày 1 đến 2 tháng 2 năm 2017.